# Laveissenet
Laveissenet é uma comuna francesa na região administrativa de Auvérnia-Ródano-Alpes, no departamento de Cantal. Estende-se por uma área de 10,55 km². Em 2010 a comuna tinha 132 habitantes (densidade: 12,5 hab./km²).